# Brocas
Brocas (gaskonsko Brocars) je naselje in občina v francoskem departmaju Landes regije Akvitanije. Naselje je leta 2009 imelo 795 prebivalcev.

## Geografija
Kraj leži v pokrajini Gaskonji znotraj naravnega regijskega parka Landes de Gascogne ob reki Estrigon, 22 km severno od Mont-de-Marsana.

## Uprava
Občina Brocas skupaj s sosednjimi občinami Bélis, Canenx-et-Réaut, Cère, Garein, Labrit, Maillères, Le Sen in Vert sestavlja kanton Labrit s sedežem v Labritu. Kanton je sestavni del okrožja Mont-de-Marsan.

## Zanimivosti
- cerkev sv. Janeza Krstnika,
- metalurški muzej, plavž, ostanek nekdanjih metalurških peči iz 19. stoletja,
- vodni zadrževalnik.